# Parque nacional de Bénoué
El Parque nacional de Bénoué (en francés: Parc national de la Bénoué) es un espacio protegido de Camerún y una Reserva de la Biosfera de la UNESCO. Se trata de un parque de 180 000 hectáreas de superficie. El parque cuenta con una fachada ancha hasta el río Benoue, que se extiende por más de 100 km, y que forma el límite oriental. El camino público a Tcholliré atraviesa la parte norte del parque. El límite occidental está formado por la carretera principal que une las ciudades de Garoua, al norte, con Ngaoundéré hacia el sur. El parque es accesibles desde el norte de Ngaoundéré.